# Canton de Stains
Le canton de Stains est une ancienne division administrative française située dans le département de la Seine-Saint-Denis et la région Île-de-France.
Il a été fusionné en 2015 dans le Canton de Saint-Denis-2.

## Histoire
Le canton de Stains a été créé par le décret du 20 juillet 1967, lors de la constitution du département de la Seine-Saint-Denis, et comprenait alors les communes de Stains et de Pierrefitte-sur-Seine.
La commune de Pierrefitte-sur-Seine en a été détachée par le décret du 20 janvier 1976, qui a créé le canton de Pierrefitte-sur-Seine constitué de cette commune et de Villetaneuse (anciennement membre du canton de Saint-Denis-Nord-Ouest).
Un nouveau découpage territorial de la Seine-Saint-Denis entré en vigueur à l'occasion des premières élections départementales suivant le décret du 21 février 2014. Les conseillers départementaux sont, à compter de ces élections, élus au scrutin majoritaire binominal mixte. Les électeurs de chaque canton élisent au Conseil départemental, nouvelle appellation du Conseil général, deux membres de sexe différent, qui se présentent en binôme de candidats. Les conseillers départementaux sont élus pour 6 ans au scrutin binominal majoritaire à deux tours, l'accès au second tour nécessitant 12,5 % des inscrits au 1er tour. En outre, la totalité des conseillers départementaux est renouvelée. Ce nouveau mode de scrutin nécessite un redécoupage des cantons dont le nombre est divisé par deux avec arrondi à l'unité impaire supérieure si ce nombre n'est pas entier impair, assorti de conditions de seuils minimaux. En Seine-Saint-Denis, le nombre de cantons passe ainsi de 40 à 21.
Dans ce cadre, Stains est incluse dans le Canton de Saint-Denis-2 et le canton de Stains supprimé.

## Administration
| Période | Période | Identité        | Étiquette | Qualité |
| ------- | ------- | --------------- | --------- | --- |
| 1967    | 1976    | Louis Bordes    | PCF       | Maire de Stains (1945 → 1977) |
| 1976    | 1994    | Colette Coulon  | PCF       | Secrétaire de mairie |
| 1994    | 2001    | Patrice Charrié | PCF       | Conseiller municipal de Stains |
| 2001    | 2015    | Azzédine Taïbi  | PCF       | Adjoint au maire (2001 → 2014), puis maire de Stains (2014 → ) Vice-président du Conseil général Conseiller départemental du canton de Saint-Denis-2 (2015 → ) |

## Composition

### De 1967 à 1976
| Communes              | Population (2012) | Code postal | Code Insee |
| --------------------- | ----------------- | ----------- | ---------- |
| Stains                | 34 830            | 93240       | 93072      |
| Pierrefitte-sur-Seine | 28 026            | 93380       | 93059      |

### De 1976 à 2015
| Communes | Population (2012) | Code postal | Code Insee |
| -------- | ----------------- | ----------- | ---------- |
| Stains   | 34 830            | 93240       | 93072      |

## Démographie
| 1962   | 1968   | 1975   | 1982   | 1990   | 1999   | 2006   | 2011   | - | - |
| ------ | ------ | ------ | ------ | ------ | ------ | ------ | ------ | - | - |
| 27 503 | 32 169 | 35 545 | 36 079 | 34 879 | 32 839 | 34 670 | 34 830 | - | - |